# انستیتوی هنر رسانه هلند
انستیتوی هنر رسانه هلند (انگلیسی: Netherlands Media Art Institute) (هلندی: Nederlands Instituut voor Mediakunst) (به اختصار NIMk ) موسسه‌ای بین‌المللی و مستقر در آمستردام بود که بر ارائه، پژوهش و کلکسیونی از هنر نیومدیا تمرکز داشت.
این مؤسسه که قبلاً با نام مونته‌ویدئو (هلندی: MonteVideo) شناخته می شد، در سال ۱۹۷۸ توسط رنه کوئلیو به عنوان یکی از اولین فضاهای نمایشگاهی هلند برای ارائه آثار نیومدیا و امکانات تولید برای هنرمندانی که با هنر و فناوری های جدید کار می کنند و تجربه می کنند، تأسیس شد.
NIMk در نمایش، انتشار و تحقیق فناوری های جدید در هنر معاصر نقش مهمی داشت. فهرست آثاری که در آنجا نمایش داده شده، شامل بیش از ۲۰۰۰ اثر، اعم از اینستالیشن، اجراهای ویدئویی، هنر مبتنی بر نرم افزار و اینترنتی، از هنرمندان شناخته شده بین المللی مانند: مارینا آبراموویچ ، گری هیل ، خوان داونی ، دنیس اوپنهایم ، مارسل اودنباخ است . همچنین مجموعه بزرگی از آثار هنرمندان هلندی و مستندات اجراها را می‌توان در رسانه‌ی آن مشاهده کرد، از جمله لیوینوس ون د بوندت ، بیل اسپینهوون، برت شوتر، هان هوگربروژ ، باس یان آدر ، دانیل برون، گیدو ون در ورو و اروین. اولاف .
این موزه در دسامبر ۲۰۱۲ به دلیل قطع کمک‌های مالی وزارت آموزش، فرهنگ و علوم هلند، فعالیت خود را متوقف کرد. برخی از وظایف و مجموعه آن توسط پلت فرم هنری رسانه ای LIMA در آمستردام جذب شد.